# 徐貫 (渠縣進士)
徐貫（？年—？年），字從道，四川渠縣人。明朝政治人物。

## 生平
治《詩經》。由縣學生中式四川鄉試第六十五名舉人，天順元年（1457年）丁丑科三甲一百零九名進士。

## 家族
曾祖秀卿，祖必惓，父谷祐，母李氏，繼母劉氏。